# 北京燕山出版社
北京燕山出版社是中华人民共和国北京市的一家出版社，成立于1985年，隶属于北京市文物局。
该社以出版文博、考古、古籍类书籍为主，也会出版一些文学作品。2010年，出版社进行“转企改制”，成为北京市文物局所属企业。